# Кляйн-Реннау
Кляйн-Реннау (нім. Klein Rönnau) — громада в Німеччині, розташована в землі Шлезвіг-Гольштейн. Входить до складу району Зегеберг. Складова частина об'єднання громад Трафе-Ланд.
Площа — 4,53 км2. Населення становить 1762 ос. (станом на 31 грудня 2020).